# Adriana Dorronsoro
Adriana Dorronsoro (San Sebastián, España, 30 de junio de 1986) es una periodista española. Actualmente es presentadora del programa  Vamos a ver, en las mañanas de Telecinco.

## Trayectoria profesional
Adriana Dorronsoro Bienzobas nació el 30 de junio de 1986 y, desde pequeña, mostró una gran pasión por los medios de comunicación. Así, en el año 2008 se licenció en Periodismo en la Universidad del País Vasco y, además, completó su formación con un máster en Periodismo Audiovisual en la Escuela Superior de Imagen y Sonido (CES) de Madrid.
Comenzó su trayectoria profesional en el año 2007, y desde entonces hasta 2012 trabajó en diferentes cadenas de televisión como Cuatro, La Sexta, Discovery Max o las cadenas autonómicas del País vasco.
Pero no fue hasta el año 2014 cuando se dio a conocer tras fichar por La fábrica de la tele, para programas como  Cazamariposas, donde estuvo empleada como reportera. Entre 2017 y 2023 fue reportera de El programa de Ana Rosa, donde se encargó de la elaboración de piezas y reportajes para la sección del Club Social.
En la temporada televisiva 2021-2022 fue colaboradora habitual del programa Ya son las ocho, presentado por Sonsoles Ónega.
Durante la temporada 2023-2024 presentó el apartado de crónica social del programa  Vamos a ver, del cual fue colaboradora entre septiembre de 2024 y enero de 2025, ya que en febrero de ese mismo año volvió a su puesto original como presentadora.

## Biografía
En cuanto a su vida personal, Adriana se casó en San Sebastián en 2017 con Pablo Lasquetty, al que conoció precisamente en la redacción de  Cazamariposas.
Tiene tres hermanos varones. Por uno de ellos, Íñigo, se convertía recientemente en tía de un niño llamado Hugo, que se suma a los otros cuatro sobrinos que tiene de sus otros dos hermanos, David y Urko, que son, June, Pablo, Álvaro y Miguel 

## Trabajos
| Año                      | Programa                  | Cadena        | Papel                                         |
| ------------------------ | ------------------------- | ------------- | --------------------------------------------- |
| 2009-2010                | La vuelta al Mundo        | Veo 7         | Redactora                                     |
| 2009-2010                | Veo la Democracia         | Veo 7         | Redactora                                     |
| 2009-2010                | Veo Doble                 | Veo 7         | Redactora                                     |
| 2010                     | New Atlantis              | Veo 7         | Redactora                                     |
| 2011-2012                | Con el mundo a cuestas    | Discovery Max | Coordinadora                                  |
| 2011-2012                | Una mirada a El Mundo     | Discovery Max | Coordinadora                                  |
| 2012-2013                | Te vas a enterar          | Cuatro        | Reportera y redactora                         |
| 2013                     | Lab: Tal como somos       | La Sexta      | Reportera y redactora                         |
| 2014                     | Fabricando: Made in Spain | La 1          | Reportera y redactora                         |
| 2014-2017                | Cazamariposas             | Divinity      | Reportera                                     |
| 2017-2023                | El programa de Ana Rosa   | Telecinco     | Reportera, redactora y colaboradora ocasional |
| 2021-2022                | Ya son las ocho           | Telecinco     | Colaboradora                                  |
| 2023-2024; 2025-presente | Vamos a ver               | Telecinco     | Presentadora                                  |
| 2024-2025                | Vamos a ver               | Telecinco     | Colaboradora y presentadora suplente          |